# 西岡壱誠
西岡 壱誠（にしおか いっせい、1996年3月13日 - ）は、日本の著作家。
東京都府中市出身（出生地は北海道札幌市）。

## 経歴
聖徳学園小学校、宝仙学園中学校・高等学校卒業。高校では生徒会長を務め、生徒規約の作成に携わった。中学時代の成績は校内最下位、また高3の時に受験した全国模試（Z会東大テストゼミ）では総合70点（320点満点）しか取れず偏差値35を記録、英語に至っては僅か3点（120点満点）という惨憺たる結果だった。そのまま東大受験に挑むも、現役・1浪と2年続けて箸にも棒に掛からず不合格に終わる。東大合格は絶望的に思えたが、崖っぷちの状況で「ゲーム式暗記術」「思考法」「読書術」「作文術」などを開発し偏差値は急上昇。全国模試（東大即応オープン）で総合4位になり、悲願の東京大学合格を果たす。現在は同大学経済学部に在学中。
高校でいじめられていた際に、担任の渋谷牧人に生徒会長をやること、東大進学を目指し自分で決めつけている限界を越えるよう助言される。西岡は偏差値35から二浪の末東大合格を果たす。渋谷はその体験談を本にするようにも話し、西岡は自伝的小説「それでも僕は東大に合格したかった─偏差値35からの大逆転─」を上梓した。初回「ドラゴン桜」放送の小学校4年生時、ドラマや漫画を読んでいたことも東大を目指すハードルを下げたと語っている。
東京大学進学後は家庭教師としても活動するほか、「現役東大生作家」として多数の著作を執筆。中でも自身の読書法をまとめた『東大読書』はシリーズ累計45万部を売り上げるベストセラーとなった。
東京大学では書評誌「ひろば」の編集長を務めている。2018年より漫画『ドラゴン桜2』に情報提供する東大生団体「東龍門」のリーダーを務め、高校生に勉強法を教える「リアルドラゴン桜プロジェクト」も行うなど、総合プロデューサーとしてコンテンツ監修に携わっており、2019年5月にリリースされたドラゴン桜と学ぶ学習メディア「Study-Z」でも編集長を務めている。「ドラゴン桜2」に登場する藤井遼は彼がモデルである。
2020年3月には新型コロナ禍で休校中の学生に向けたYouTubeチャンネル「スマホ学園」を開設した。
2020年6月に自身が代表取締役社長を務めるカルペ・ディエムを設立。逆転合格した東大生が自身の勉強法や経験談、思考法を伝える非認知能力育成のための講座やワークショップを中学校・高校を中心に開催する。また書籍の企画・執筆・編集・販促を行う。
2021年4月から6月にかけて放送された日曜劇場『ドラゴン桜』（TBS）の脚本監修を担当。
2022年から2023年にかけてバラエティ番組100%!アピールちゃんの企画にて小倉優子の大学受験を伴走。小倉を白百合女子大学の合格と学習院女子大学の補欠合格に導いた。
2023年より石川県の進学塾、東大セミナーのドラゴン桜コースで講師を担当。
2024年7月から9月にかけて放送された木曜ドラマ『SKYキャッスル#日本版』（テレビ朝日）の受験監修を担当。
2025年1月19日から3月23日までTBS系「日曜劇場」枠にて放送されたテレビドラマ『御上先生』の監修を担当。

## 出演
- さんまの東大方程式（2019年4月7日、2023年4月22日、2024年8月24日、フジテレビ）
- 学びの泉（2019年9月 - 2020年3月、静岡朝日テレビ）
- 逆転人生「受験生必見！逆転合格、偏差値35から東大へ」（2020年3月30日、NHK総合テレビジョン）
- かまいたちの机上の空論城（2020年7月17日、関西テレビ放送）
- じっくり聞いタロウ〜スター近況（秘）報告～（2020年9月17日、テレビ東京）
- ABEMA Prime（2021年4月 - 、ABEMA ）

## 著書

### 単著
- 『超カンタンなのにあっという間に覚えられる! 現役東大生が教える 「ゲーム式」暗記術』（2017年4月6日、ダイヤモンド社、ISBN 978-4478102343）
- 『読むだけで点数が上がる! 東大生が教えるずるいテスト術―どんな試験でもすぐに使えるテストの裏技34』（2017年12月14日、ダイヤモンド社、ISBN 978-4478103630）
- 『現役東大生が教える 東大のへんな問題 解き方のコツ』（2018年3月30日、日本能率協会マネジメントセンター、ISBN 978-4820726593）
- 『「読む力」と「地頭力」がいっきに身につく 東大読書』（2018年6月1日、東洋経済新報社、ISBN 978-4492046258）
- 『東大式習慣 「ゲーム化」でラクラク身につく〈最強の効率術〉』（2018年7月13日、扶桑社、ISBN 978-4594080051）
- 『東大生の本棚 「読解力」と「思考力」を鍛える本の読み方・選び方』（2018年10月31日、日本能率協会マネジメントセンター、ISBN 978-4820731597）
- 『現役東大生が選ぶ いま読むべき100冊』（2019年2月19日、光文社、ISBN 978-4334950767）
- 『「伝える力」と「地頭力」がいっきに高まる 東大作文』（2019年3月21日、東洋経済新報社、ISBN 978-4492046395）
- 『東大ドリル - “なぞなぞ"&“身近なテーマ"で楽しみながら「自分で考える力」を鍛える』（2019年4月27日、ワニブックス、ISBN 978-4847097980）
- 『現役東大生の世界一おもしろい教養講座 正しく未来を見通すための「地理的思考」入門』（2019年6月10日、実務教育出版、ISBN 978-4788914353
- 『東大集中力～やりたくないことを最速で終わらせる』（2019年8月25日、大和書房、ISBN 978-4479797012）
- 『書き込み式「東大作文練習ノート」つき 東大作文』（2019年9月20日、東洋経済新報社、ISBN 978-4492046395）
- 『東大で25年使い続けられている「自分の意見」の方程式 最強のアウトプットの作り方』（2019年9月27日、KADOKAWA、ISBN 978-4046040954）
- 『「発想力」と「想像力」を磨く 東大アイデア』（2019年12月12日、マガジンハウス、ISBN 978-4838730513）
- 『東大式スマホ勉強術 いつでもどこでも効率的に学習する新時代の独学法』（2020年3月11日、文藝春秋、ISBN 978-4163911618）
- 『「考える技術」と「地頭力」がいっきに身につく 東大思考』（2020年7月31日、東洋経済新報社、ISBN 978-4492046715）
- 『東大メンタル 「ドラゴン桜」に学ぶ やりたくないことでも結果を出す技術 』（2021年5月31日、日経BP、ISBN 978-4296109333）
- 『名作に学ぶ  人生を切り拓く教訓50』（2024年10月18日、アルク、ISBN 978-4757440937）
- 『学園ドラマは日本の教育をどう変えたか 《熱血先生》から《官僚先生》へ』笠間書院、2025年5月5日。ISBN 978-4-305-71043-7。（電子版あり）
- 『それでも僕は東大に合格したかった─偏差値35からの大逆転─』（2025年3月28日、新潮社、ISBN 978-4-10-105941-9）

### 共著・監修
- 『マンガでわかる 東大勉強法』（2019年9月19日、幻冬舎、絵：ひなた水色、ISBN 978-4344992566）
- 『マンガでわかる 東大読書』（2020年4月24日、東洋経済新報社、著：小野洋一郎、ISBN 978-4492046661） - 原案